# Население на Виетнам
Населението на Виетнам през юли 2008 г. е 86 210 860 души.

## Възрастов състав
(2008)
- 0-14 години: 25,6% (мъжe 11 418 642/жени 10 598 184)
- 15-64 години: 68,6% (мъжe 29 341 216/жени 29 777 696)
- над 65 години: 5,8% (мъжe 1 925 609/жени 3 055 212)

## Коефициент на плодовитост
- 2008-1.86

## Етнически състав
(1999)
- 86,2 % – виетнамци
- 1,9 % – тау
- 1,7 % – тайци
- 1,5 % – мионг
- 1,4 % – кхмери
- 1,1 % – хоа
- 1,1 % – нун
- 1,0 % – мяо
- 4,1 % – други

## Религия
- 85 % – будисти
  - 80 % – секуларити
  - 3 % – Хоа Хао
  - 2 % – теравади
- 8 % – християни
  - 7 % – католици
  - 1 % – протестанти
- 3 % – Као Дай
- 0,08 % – мюсюлмани
- 3 % – други

## Езици
Виетнамският език е официален във Виетнам.